# Моргадес Бесари, Тринидад
Тринидад Моргадес Бесари (исп. Trinidad Morgades Besari, 24 апреля 1931 – 10 октября 2019) — писательница, учёная и дипломат из Экваториальной Гвинеи. Она была первой женщиной Экваториальной Гвинеи, получившей университетское образование.

## Ранние годы и образование
Моргадес Бесари родилась в Санта-Исабель (ныне Малабо) в 1931 году. Она училась в школе на Канарских островах и в Барселоне, Испания. Она окончила Барселонский университет в 1958 году со степенью в области философии и искусств, став первой женщиной из Экваториальной Гвинеи, получившей университетское образование.

## Карьера
В 1959 году Моргадес Бесари стала профессором языка и литературы в Педагогической школе министерства Санта-Исабель в Малабо. Она участвовала в конференции ВОЗ в Аддис-Абебе в 1964 году и была назначена директором Института Карденала Сиснерос Университета Алькалы в 1965 году.
После обретения Экваториальной Гвинеей независимости Моргадес Бесари была назначена первым секретарём посольства в Лагосе, Нигерия, в 1968 году. В 1971 году она была назначена атташе по культуре посольства в Аддис-Абебе.
Моргадес Бесари вернулась в Испанию в 1973 году, и правительство назначило её учителем литературы во Францисканском миссионерском колледже в Тетуане, Марокко. В 1975 году она стала заведующей кафедрой английского языка и литературы в Instituto Reyes Catolicos в Велесе-Малага. Бесари вернулась в Экваториальную Гвинею в 1986 году и была назначена генеральным секретарём Национального университета дистанционного образования, преподавая в посольстве США в Малабо. Она была назначена генеральным секретарём Научно-исследовательского совета Экваториальной Гвинеи в 1988 году и директором Национальной школы сельского хозяйства в 1992 году.
Моргадес Бесари в 2000 году стала директором газеты El Correo Guineo Ecuatoriano и была избрана президентом Ассоциации прессы Экваториальной Гвинеи в 2003 году. Она написала и представила театральную постановку под названием «Антигона», переформулировку «Антигоны» Софокла. В 2005 году она была назначена проректором Национального университета Экваториальной Гвинеи. Она покинула свой пост в 2010 году, когда была назначена академиком-корреспондентом Королевской академии испанского языка. Она сотрудничала с неправительственной организацией Macoelanba для предоставления стипендий студенткам.

## Личная жизнь
Бесари была замужем за Самуэлем Эбукой с 1965 года. Она умерла 10 октября 2019 года в Малабо. У неё остались дочь и сын.

## Публикации
- Morgades Besari, Trinidad (1992). La puesta en escena de Antigona. El Patio. 15: 23–24.
- Morgades Besari, Trinidad (2004). Antígona. Arizona Journal of Hispanic Cultural Studies. 8: 239–245.
- Morgades Besari, Trinidad (2004). El español en Guinea Ecuatorial (Report). Proceedings of the Third International Congress of the Spanish Language: Linguistic Identity and Globalization.
- Morgades Besari, Trinidad (2007). Los criollos (fernandino-krios) de Guinea Ecuatorial. El árbol del Centro. 5: 31–32.

## Награды и почести
- Премия Don Quijote 2010, вручённая La Gaceta de Guinea Equatorial (Вестник Экваториальной Гвинеи)[3].